# ФК Похорје
НК Похорје је словеначки фудбалски клуб из Похорја и игра у 4. лиги, али је играо 1999-2000. у првој лиги Словеније и одмах је овај тим испао са само 18 бодова.